# Johann Melchior Molter
Johann Melchior Molter (født 10. februar 1696 i Tiefenort ved Eisenach i Thüringen, død 12. januar 1765 i Karlsruhe) var en tysk violinist, komponist og kapelmester.

## Liv
Johann Melchior Molter var søn af lærer og kantor Valentin Molter, og fik af ham den første musikundervisning. Han gik på gymnasiet i Eisenach, hvor han blev kendt med stedets hoforkester og dets repertoire. Fra 1717 var han violinist hos markgreve Karl III Wilhelm af Baden-Durlach i Karlsruhe og giftede sig her med Maria Salome Rollwagen, som han fik 8 børn med.
Markgreven sendte Molter på en toårig studierejse til Italien. Det gav ham mulighed for at blive kendt med den nyeste musik af Antonio Vivaldi, Tomaso Albinoni, Giuseppe Tartini og Alessandro Scarlatti, og måske kom han også i personlig kontakt med komponisterne. Den italienske barokstil påvirkede Molter varigt. I 1722 blev han Johann Philipp Käfers efterfølger som kapelmester ved markgrevens badiske hofkapel, en stilling han havde til markgreven i 1733 opløste orkesteret.
I 1734 blev Molter Johann Adam Birkenstocks efterfølger som kapelmester ved hertughoffet i Sachsen-Eisenach. På denne tid skrev han flere verdslige og kirkelige vokalkompositioner, hvoraf de fleste er tabt. Takket være hertugen kunne Molter i 1737 tage på en ny italiensrejse, og han gjorde sig da kendt med nyvindingerne i musiklivet i Venedig, Bologna, Ancona, Rom, Napoli og Milano. Tilbage i Karlsruhe i 1742 fik han sin tidligere stilling som kapelmester tilbage, men måtte betale en kompensation på 500 gulden. Molter blev i denne stilling til sin død.

## Musik
Klaus Häfner udgav i 1996 en omfattende fortegnelse over 600 af Molters værker (MWV) med information om hvert enkelt. Molters klarinetkoncerter er blandt de tidligste af sin type, og bliver en del spillet i moderne tid. Kompositionerne fra den tidlige periode i Karlsruhe er påvirkede af italiensk musik men har også indslag af franske elementer. Efter, at han kom til Eisenach, gjorde indflydelse fra mellemtyske kompositioner sig gældende, som Georg Philipp Telemann og Johann Bernhard Bach den ældre. Efter den andre rejse til Italien blev han i større grad influeret af den napolitanske skole.

## Værker i udvalg
Molter skrev 11 kirkekantater, oratoriet Höchst schmerzensvoller Tag for skærtorsdag, flere verdslige kantater, 14 ouverturer, 21 orkestersonater, 8 orkesterkoncerter, 170 symfonier, 20 orkestermenuetter og omkring 100 kammermusikalske kompositioner, til dels med koncerterende instrumenter. I 1722 fik han udgivet 6 Esercizio studioso (Amsterdam, Le Cène) for violin og cembalo.
Koncerter
- 6 koncerter for violin og strygere
- 10 koncerter for fløjte og strygere
- 3 koncerter for fagot og strygere
- 5 koncerter for obo, strygere og generalbas
- 6 koncerter for klarinet, strygere og generalbas
- Koncert for cello og strygere i C-dur
- Koncert for horn og strygere
- Koncert for fløjte, strygere, oboer og horn
- Koncert for bratsch, strygere og bas i A-dur
- Koncert for cembalo og strygere
- 3 koncerter for trompeter og strygere
- 5 koncerter for 2 trompeter og strygere